# Liam Stephen Cary
Liam Stephen Cary (Portland, 21 agosto 1947) è un vescovo cattolico statunitense, dal 10 luglio 2025 vescovo emerito di Baker.

## Biografia
Michael William Warfel è nato a Portland, in Oregon, il 21 agosto 1947 ed è il primo dei quattro figli di John e Patricia Cary. Nel 1950 la famiglia si è trasferito a Portland, dove John aveva avviato uno studio odontoiatrico.

### Formazione e ministero sacerdotale
Ha frequentato l'Ochoco Elementary School e la Prineville Junior High School a Prineville. È poi entrato in seminario per la diocesi di Baker, frequentando il Mount Angel High School Seminary a St. Benedict, Oregon. Ha studiato filosofia al Mount Angel College Seminary, diplomandosi al liceo nel 1965 e al college nel 1969. Ha cominciato gli studi di teologia al seminario "San Patrizio" di Menlo Park. Nel 1970 ha lasciato liberamente gli studi.
Ha lavorato per tre anni in un ufficio di assistenza legale a Chicago come volontario VISTA, ha studiato spagnolo per un'estate in Messico, ha lavorato in una clinica medica per braccianti a Salinas, in California, e poi come imbianchino a Portland e Eugene. Il coinvolgimento nella parrocchia di Santa Maria a Eugene gli ha fatto riscoprire la vocazione al sacerdozio e nel 1987 è rientrato in seminario per l'arcidiocesi di Portland in Oregon. Nel 1992 ha terminato gli studi presso la Pontificia Università Gregoriana a Roma come alunno del Pontificio collegio americano del Nord conseguendo la licenza in teologia morale.
Il 5 settembre 1992 è stato ordinato presbitero per l'arcidiocesi di Portland in Oregon. In seguito è stato vicario parrocchiale della parrocchia di San Giuseppe a a Salem dal 1992 al 1994; membro della task force per l'educazione alla castità dal 1993 al 1997; direttore delle vocazioni sacerdotali dal 1994 al 1998; cappellano delle Suore di Santa Maria dell'Oregon dal 1994 al 1997; vicario parrocchiale della parrocchia di Sant'Anna a Gresham dal 1997 al 1998; vicario parrocchiale della parrocchia di San Luca a Woodburn nel 1998; parroco della parrocchia di Sacro Cuore a Medford dal 1998 al luglio del 2011; amministratore parrocchiale della parrocchia del Pastore della Valle a Central Point nel 2005; parroco della parrocchia di Santa Maria a Eugene dal luglio del 2011 al 2012 e vicario foraneo. Al momento della nomina a vescovo era anche membro del collegio dei consultori e del consiglio presbiterale.

### Ministero episcopale
L'8 marzo 2012 papa Benedetto XVI lo ha nominato vescovo di Baker. Ha ricevuto l'ordinazione episcopale il 18 maggio successivo nella chiesa di San Francesco a Bend dall'arcivescovo metropolita di Portland in Oregon John George Vlazny, co-consacranti il vescovo di Santa Rosa in California Robert Francis Vasa e il vescovo emerito di Spokane William Stephen Skylstad.
Nell'aprile del 2012 e nel febbraio del 2020 ha compiuto la visita ad limina.
Il 10 luglio 2025 papa Leone XIV ha accolto la sua rinuncia, presentata per raggiunti limiti di età, al governo pastorale della diocesi di Baker; gli è succeduto Thomas Joseph Hennen, fino ad allora vicario generale di Davenport.
Oltre all'inglese e allo spagnolo, conosce l'italiano e il latino.

## Genealogia episcopale
La genealogia episcopale è:
- Cardinale Scipione Rebiba
- Cardinale Giulio Antonio Santori
- Cardinale Girolamo Bernerio, O.P.
- Arcivescovo Galeazzo Sanvitale
- Cardinale Ludovico Ludovisi
- Cardinale Luigi Caetani
- Cardinale Ulderico Carpegna
- Cardinale Paluzzo Paluzzi Altieri degli Albertoni
- Papa Benedetto XIII
- Papa Benedetto XIV
- Papa Clemente XIII
- Cardinale Marcantonio Colonna
- Cardinale Giacinto Sigismondo Gerdil, B.
- Cardinale Giulio Maria della Somaglia
- Cardinale Carlo Odescalchi, S.I.
- Cardinale Costantino Patrizi Naro
- Cardinale Lucido Maria Parocchi
- Papa Pio X
- Cardinale Gaetano De Lai
- Cardinale Raffaele Carlo Rossi, O.C.D.
- Cardinale Amleto Giovanni Cicognani
- Arcivescovo Paul John Hallinan
- Cardinale Joseph Louis Bernardin
- Arcivescovo John George Vlazny
- Vescovo Liam Stephen Cary